# Мурзилка
«Мурзи́лка» — советский общесоюзный массовый ежемесячный русскоязычный литературно-художественный журнал, издающийся с 1924 года. Издание было адресовано детям от 6 до 12 лет — для «октябрят»; в 1960—1980-е годы тираж журнала превышал пять миллионов экземпляров. До 1991 года являлся журналом ЦК ВЛКСМ и Центрального совета Всесоюзной пионерской организации имени В. И. Ленина, до 1992 года выпуск журнала осуществлялся издательством «Молодая гвардия». Награждён орденом «Знак Почёта» (1974).
После 1991 года журнал продолжает издаваться в Российской Федерации как «ежемесячный журнал для детей». С 17 ноября 1993 года журнал издается ЗАО (с 2016 — ООО) «Редакция Журнала „Мурзилка“». Лауреат премии Правительства Российской Федерации (2014).

## История журнала

### Предыстория
С 1923 года издававшейся в Москве «Рабочей газетой» выпускалось приложение для детей — журнал «Юные строители». Приложение выходило тиражом до 100 000 экземпляров при участии группы комсомольцев-педагогов и журналистов старшего поколения, а редактором была Ольга Спандарян. В журнале печатались произведения советских писателей, научно-популярные статьи, статьи о пионерском движении в стране. В журнале специально для малышей существовал отдел «Красные маки», на базе которого в 1924 году было решено создать журнал для малышей.
Новый журнал был назван по кличке щенка — героя рассказов детского писателя А. А. Фёдорова-Давыдова, которого звали Мурзилка. Именно с рассказа А. А. Фёдорова-Давыдова (под псевдонимом Р. К.) «Мурзилкин первый день» начинался первый номер журнала. В рассказе Мурзилка — это четвёртый щенок собаки Жучки, получивший кличку от слесаря Степана («Вот так песик! И шустрый же! Мурзилка да и только!»).
Иную версию названия журнала приводит кандидат исторических наук Л. Добринская. «„Мурзилка“, — пишет ученый, — старый, добрый друг… Мы знакомились с ним сразу после того, как узнавали, что в мире существует алфавит и тридцать три буквы. Теперешним его читателям шесть, семь, восемь лет. А ему далеко за восемьдесят…
В 1877 году в Петербурге вышел первый номер журнала „Задушевное слово“. Название для него придумал писатель Иван Гончаров. Журнал, основанный С. М. Марковой и М. О. Вольфом, скоро стал известен и популярен в России. <…> На страницах этого журнала и появился впервые эльф Мурзилка со своими товарищами. Имя получилось от татарского „мурза“, суффикс „илк“ придавал ему несколько насмешливый, пренебрежительный оттенок. Все эльфы были одеты в цветные курточки и вязаные колпачки, один Мурзилка важничал во фраке, цилиндре, остроносых штиблетах, с тростью в руке. Хвастун и забияка, он вечно оказывался в смешных ситуациях. Детям нравился забавный щеголь за доброту и любознательность. Эльфы летали на птицах, плавали на кораблях по морям и океанам, ездили на поездах по городам и странам. Незнайка задавал вопросы, а друг Мурзилки, умный эльф Знайка рассказывал о разных странах, таинственных явлениях природы, повадках зверей и птиц. Доктор Мазь-Перемазь всегда у себя в карманах находил нужное лекарство от ушибов и царапин…».

### Журнал в эпоху СССР

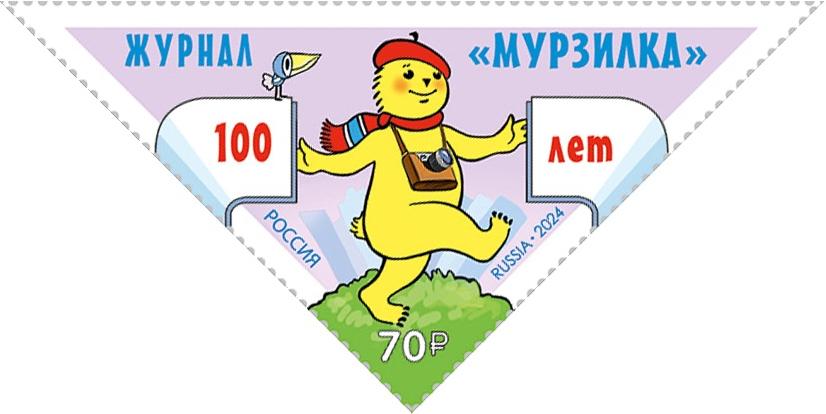
Почтовая марка 2024 года посвященная 100-летию журнала.

Первый номер журнала «Мурзилка» вышел 16 мая 1924 года в Москве как приложение к «Рабочей газете» тиражом в 20 000 экземпляров. Изначально журнал был ориентирован для детей в возрасте с 4 до 7 лет и выходил в виде книжки. Журнал стал издаваться при участии детских писателей — Маргариты Ямщиковой (работавшей под псевдонимом — Ал. Алтаев), Ольги Спандарян, Александра Фёдорова-Давыдова и группы московских педагогов — А. А. Пальмбаха, В. Симонс, Я. Симонса.
В 1925 году обсуждался вопрос о переименовании журнала в «Октябрёнок». В 1927—1928 годах в журнале имелась рубрика «Мурзилкина газета».
С первого номера журнала образ щенка Мурзилки был представлен двумя художниками — художником Константином Ротовым, иллюстрировавшем рассказы А. А. Фёдорова-Давыдова, а также другим неуказанным художником, проиллюстрировавшим рубрику «Мурзилкин клуб», где щенок Мурзилка изображён иначе в окружении членов клуба (ворон Кра, белочка Чок, мышонок Пик и другие). Последний рассказ о щенке Мурзилке в журнале был опубликован в № 12 за 1926 год. Это было последнее появление щенка Мурзилки на страницах журнала. В первом номере за 1927 год появилась реклама книги А. А. Фёдорова-Давыдова «Похождения Мурзилки, удивительно шустрой собачки», в котором под одной обложкой были собраны все публиковавшиеся в журнале рассказы о щенке Мурзилке.
В июльском номере за 1937 год (при только что приступившем к обязанностям главного редактора журнала Льве Кассиле) в «Мурзилке» было опубликовано «Экстренное сообщение»: «Наконец-то нашёлся Мурзилка. Его поймал художник Аминадав Каневский и притащил в редакцию. Посмотри на обложку — там ты увидишь Мурзилкин портрет». Этот образ часто изображался в красном берете, с шарфом на шее и фотоаппаратом на плече, и появлялся в журнале до № 5 за 1939 год. В номере 7 за 1941 года Мурзилка — это имя мальчика-пионера в жёлтой рубашке и с рыжими волосами с чубом. Жёлтый пушистый зверёк снова появился в 1959 году и стал бессменным символом журнала.
В журнале начинали свой творческий путь такие писатели, как Самуил Маршак (как детский поэт), Сергей Михалков, Елена Благинина, Борис Заходер, Агния Барто, Николай Носов.
В 1977—1983 годах в журнале печаталась детективно-загадочная история «Двенадцать агентов Ябеды-Корябеды» (с продолжением) про злую волшебницу Ябеду-Корябеду и её агентов, которым противостоит Мурзилка (автор и художник А. Семёнов), а в 1979 году — научно-фантастические сны «Путешествия туда и обратно» (того же автора). Впоследствии А. Семёновым создан ряд комиксов с участием Мурзилки и Ябеды-Корябеды, в том числе — на актуальную для конца 1980-х годов тему компьютеризации.

### После 1991 года
Главный художник журнала «Мурзилка» с 1994 года — Холендро Наталия Дмитриевна.
22 июня 2009 года закрытое акционерное общество "Редакция журнала «Мурзилка» награждено Почётной грамотой Правительства Российской Федерации за большой вклад в воспитание и образование подрастающего поколения
В 2011 году журнал был занесён в Книгу рекордов Гиннесса. Он был признан изданием для детей с самым длительным сроком существования.
12 декабря 2014 года коллективу закрытого акционерного общества «Редакция журнала „Мурзилка“» объявлена Благодарность Президента Российской Федерации за достигнутые трудовые успехи и высокие показатели в профессиональной деятельности
В XXI веке «Мурзилка» — полноцветное глянцевое издание. При этом журнал по-прежнему сохраняет традиции, собирая на своих страницах лучшие образцы современной российской литературы для детей; в нём присутствуют несколько рубрик об искусстве, истории и природе России, развлекательные, образовательные, развивающие вкладки.
11 декабря 2014 года закрытому акционерному обществу «Редакция журнала „Мурзилка“» присуждена премия Правительства Российской Федерации 2014 года в области средств массовой информации — за сохранение лучших традиций отечественной детской литературы, большой вклад в воспитание подрастающего поколения и в связи с 90-летием журнала.

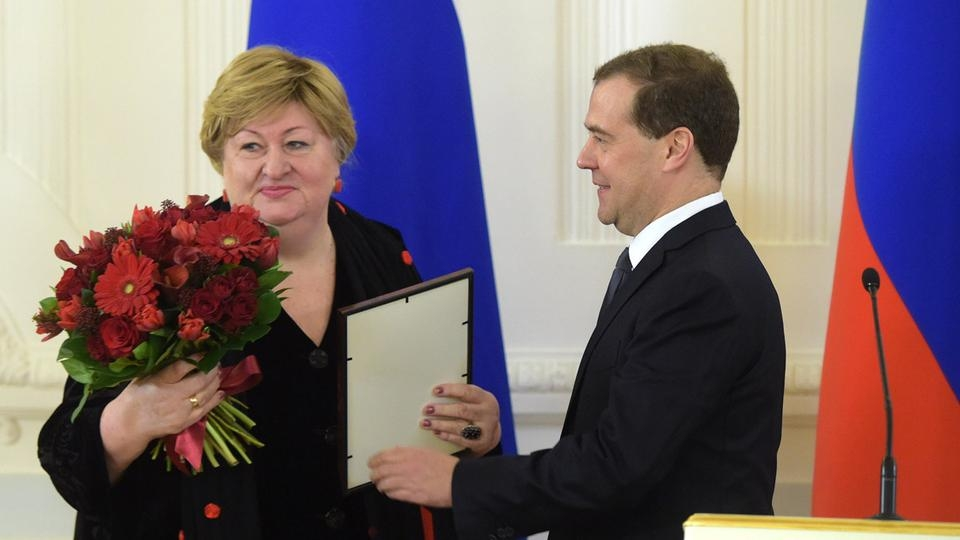
Вручение диплома премии Правительства России в области средств массовой информации.
13 января 2015 года

В журнале публикуются писатели Яков Аким, Владислав Бахревский, Михаил Грозовский, Сергей Козлов, Юрий Кушак, Виктор Лунин, Сергей Михалков, Святослав Сахарнов, Ирина Токмакова, Михаил Яснов, Леонид Яхнин, а также Ольга Алёнкина, Сергей Белорусец, Сергей Георгиев, Марина Дружинина, Галина Дядина, Игорь Жуков, Виталий Злотников, Михаил Лероев, Маша Лукашкина, Сергей Олексяк, Анастасия Орлова, Игорь Сухин, Андрей Усачёв, Елена Яхницкая.
Специальные рубрики журнала ведут: Екатерина Алленова («Галерея искусств „Мурзилки“»), Виктор Кологрив («Красная книга „Мурзилки“»), Ирина Соковня («Поговорим по душам»), Олег Тихомиров («Путешествия и открытия»).
В 2016 году ЗАО «Редакция Журнала „Мурзилка“» было преобразовано в ООО.

## Издатели и редакция

### Главные редакторы
Главные редакторы журнала «Мурзилка» указывались в выходных данных журнала. Номера журнала выходили под редакцией следующих редакторов:
- Смирнов Николай Иванович: 1924 (№ 1) — 1927 (№ 2)
- Смирнов С. С. (и. о.): 1927 (№ 3), 1928 (№ 9—11)
- Мальцев Константин Александрович: 1927 (№ 4) — 1928 (№ 8)
- Кон Феликс Яковлевич: 1928 (№ 12) — 1930 (№ 2)
- Цехер Евстигней Абрамович (и. о.): 1930 (№ 3, 4, 9)
- Филов Виктор Григорьевич: 1930 (№ 5) — 1931 (№ 11—12) (кроме 1930, № 9)
- Спандарян Ольга Вячеславовна: 1932 (№ 1) — 1933 (№ 2—3)
- Степанова А. (заместитель главного редактора): 1933 (№ 4)
- Венгров Моисей Павлович (Натан Венгров): 1933 (№ 5) — 1937 (№ 5)
- Кассиль Лев Абрамович: 1937 (№ 6—11), 1941 (№ 8—9) — 1942 (№ 1—2)
- Дунина Александра Николаевна: 1937 (№ 12) — 1939 (№ 3)
- Редколлегия (в составе: А. Барто, М. Ильин, Л. Кассиль, С. Михалков, А. Толстой, Е. Яковлева): 1939 (№ 4) — 1940 (№ 4)
- Семёнов Владимир Иосифович: 1940 (№ 5) — 1941 (№ 7), 1946 (№ 12) — 1947 (№ 11)
- Бабушкина Антонина Петровна: 1942 (№ 3—4) — 1946 (№ 11)
- Бедарев Олег Кельсиевич: 1947 (№ 12) — 1949 (№ 12)
- Виноградская Людмила С.: 1950 (№ 1) — 1960 (№ 12)
- Митяев Анатолий Васильевич: 1961 (№ 1) — 1974 (№ 2)
- Ершова Е. (заместитель главного редактора): 1974 (№ 3—7)
- Матвеев Владимир Фёдорович: 1974 (№ 8) — 1984 (№ 1)
- Зарахович Ирина Семёновна (заместитель главного редактора): 1984 (№ 2—6)
- Шевелёв Алексей Дмитриевич: 1984 (№ 7) — 1985 (№ 12)
- Андросенко Татьяна Филипповна: 1986 (№ 1) — 2021 (№ 5)
- Антонова Ирина Алексеевна: с 2021 (с № 6)

### Издатели журнала
Первый номер журнал был издан московской «Рабочей газетой». В дальнейшем издатели менялись:
- с № 1 1924 по № 8 1929 — издание «Рабочей газеты»;
- с № 9 1929 по № 12 1932 — Издательство ЦК ВКП(б) «Правда» (до № 1 1932 — издание «Рабочей газеты»; с № 2 1932 — издание «Комсомольской правды»);
- с № 1 1933 по № 12 1933 — ОГИЗ — «Молодая гвардия»;
- с № 1 1934 по № 9 1935 — Издательство детской литературы Детгиз (ОГИЗ — Детгиз);
- с № 10 1935 по № 4 1936 — Детиздат;
- с № 5 1936 по № 6 1941 — Детиздат ЦК ВЛКСМ (Издательство детской литературы ЦК ВЛКСМ);
- с № 7 1941 по № 5 1991 — Издательство ЦК ВЛКСМ «Молодая гвардия»;
- с № 6 1991 по № 12 1991 — Издательско-полиграфическое объединение «Молодая гвардия»;
- с № 1 1992 по № 5 1996 — Акционерное общество «Молодая гвардия»;
- № 6 1996 — издатель не указан;
- с № 7 1996 по № 11 1996 — Акционерное общество «Типография „Новости“»;
- с № 12 1996 — Товарищество с ограниченной ответственностью «Редакция журнала „Мурзилка“» (с № 3 1997 — ЗАО; с № 1 2017 — ООО).

## Влияние на культуру
В сказке «Трое из Простоквашино», в главе третьей на вопрос почтальона Печкина «Вы, например, что будете выписывать?» Дядя Фёдор отвечает «Я буду „Мурзилку“ выписывать». В фильме «Калина красная»: «Читай „Мурзилку“ и дыши носом». В мультипликационном фильме Смешарики, в серии «Морская капуста» персонаж Пин читает журнал «Мурзилка», пока Крош и Ёжик собирают морскую капусту..
В стихотворении «Драконил» Валентина Берестова: "И «Мурзилку» «Зумрилкою» он называл". В повести «Тайна Чёрной горы» Георгия Свиридова: «Борис Васильевич много лет подряд выписывал себе детский журнал „Мурзилка“ и во всеуслышание утверждал, что это один из умнейших журналов». В рассказе «Ровно 25 кило» («Денискины рассказы») советского писателя Виктора Драгунского упоминается получение премиальной годовой подписки на журнал.
Слово «мурзилка» используют иногда как обобщенное пейоративное именование низкокачественной или коммерциализированной прессы, а также журналистов, аффилированных с такой прессой. В этом употреблении отразилось презрение школьников средней и старшей школы к изданиям для младшей школы. Ещё раньше слово «мурзилка» стали употреблять для недобросовестных научных изданий, печатающих за плату материалы без достаточной экспертной оценки.